# Cynthia Solomon
Cynthia Solomon (Somerville, 1938) és una científica computacional especialitzada en intel·ligència artificial i divulgadora científica coneguda pel seu treball en intel·ligència artificial i per popularitzar la informàtica per a infants. Va ser cocreadora del primer llenguatge de programació educatiu, Logo. És una pionera en els camps de la intelligència artificial, la informàtica i la programació i robòtica educativa. També treballa al projecte One Laptop per Child.
Mentre treballava com a investigadora al Massachusetts Institute of Technology (MIT) va haver d'aprendre a programar en llenguatge Lisp i és quan se li va ocórrer que fóra bo inventar un llenguatge que fos més accessible per als nens i nenes. Durant la seva recerca com a doctora al MIT, va treballar a més a jornada completa com a professora de primària i secundària. Així, va aprofitar per posar en pràctica el nou llenguatge i manera d'ensenyar, recopilant informació sobre les implicacions de Logo sobre l'aprenentatge. El seu treball està sobretot centrat en la interacció màquina-humà i en els infants com a dissenyadors.
En 2016 va rebre el Pioneer Award del National Center for Women & Information Technology.

## Publicacions
Solomon ha escrit nombroses publicacions científiques i de divulgació.
- Twenty Things to Do with a Computer - Seymour Papert, Cynthia Solomon - (1971)[5]
- LogoWorks: Challenging Programs in Logo - Cynthia Solomon, Margaret Minsky i Brian Harvey - (1986)